# Pelophylax terentievi
Pelophylax terentievi là một loài ếch thuộc họ Ranidae. Loài này có ở Tajikistan và có thể cả Afghanistan.
Môi trường sống tự nhiên của chúng là đầm nước và sa mạc nóng. Tình trạng bảo tồn của nó hiện chưa đủ thông tin.